# Dufftown
Pour la distillerie de whisky, voir Dufftown (distillerie).
 (juin 2020).
Si vous disposez d'ouvrages ou d'articles de référence ou si vous connaissez des sites web de qualité traitant du thème abordé ici, merci de compléter l'article en donnant les références utiles à sa vérifiabilité et en les liant à la section « Notes et références ».
Dufftown est un burgh du Moray, en Écosse.

## Distilleries de whisky
Dufftown étant située sur la rivière Fiddich, elle possède de nombreuses distilleries de whisky. Elle produit ainsi plus de whisky de malt que toute autre ville en Écosse. Un panneau à l'entrée du village indique même « Whisky Capital of the World » (« Capitale mondiale du whisky »). La distillerie de Dufftown la plus connue est sans doute celle de Glenfiddich qui produit le single malt whisky du même nom. Son propriétaire, William Grant & Sons, est d'ailleurs le principal employeur du village. Cette concentration de distilleries place Dufftown sur la célèbre Whisky Trail (route du whisky) dont font aussi partie Keith, Tomnavoulin, Marypark, et Tomintoul.
Les distilleries suivantes ont produit du whisky à Dufftown.
Distilleries en activité:
- Balvenie
- Dufftown
- Glendullan
- Glenfiddich
- Kininvie
- Mortlach

Anciennes distilleries :
- Convalmore
- Parkmore
- Pittyvaich